# Casa Calvet
A Casa Calvet é um edifício desenhado por Antoni Gaudí situado na cidade de Barcelona, Espanha.
O edifício, de cinco andares, situa-se no número 48 da Rua Casp, no Eixample de Barcelona.  Construiu-se entre 1898 e 1900, contando Gaudí com a colaboração de Francesc Berenguer, Joan Rubió e Juli Batllevell.

## Descrição
O edifício foi realizado para um fabricante têxtil (filhos de Pedro Mártir Calvet), e serviu tanto para o negócio, ao qual se destinaram o piso térreo e a cave, como para habitação nos pisos superiores, sendo a residência principal, do proprietário, muito mais luxuosa. Muitos dos especialistas na obra de Gaudí consideram a Casa Calvet como a obra mais conservadora do arquiteto. Segundo eles, a explicação está em que, por um lado, Gaudí teve de encaixar o edifício entre outros mais velhos já existentes e, por outro, levar em conta o fato de ficar situado num bairro elegante.

Efetivamente, a simetria, o equilíbrio e a ordem que caracteriza a Casa Calvet não são habituais na obra de Gaudí. Porém, existem elementos modernistas como, por exemplo, as duas seções de fachadas terminadas em curvas na coberta, a varanda envidraçada que sobressai acima da entrada ou a forma das demais varandas. As colunas que flanqueiam a entrada recordam a bobinas de fio, e constituem uma alusão ao negócio têxtil de Calvet.

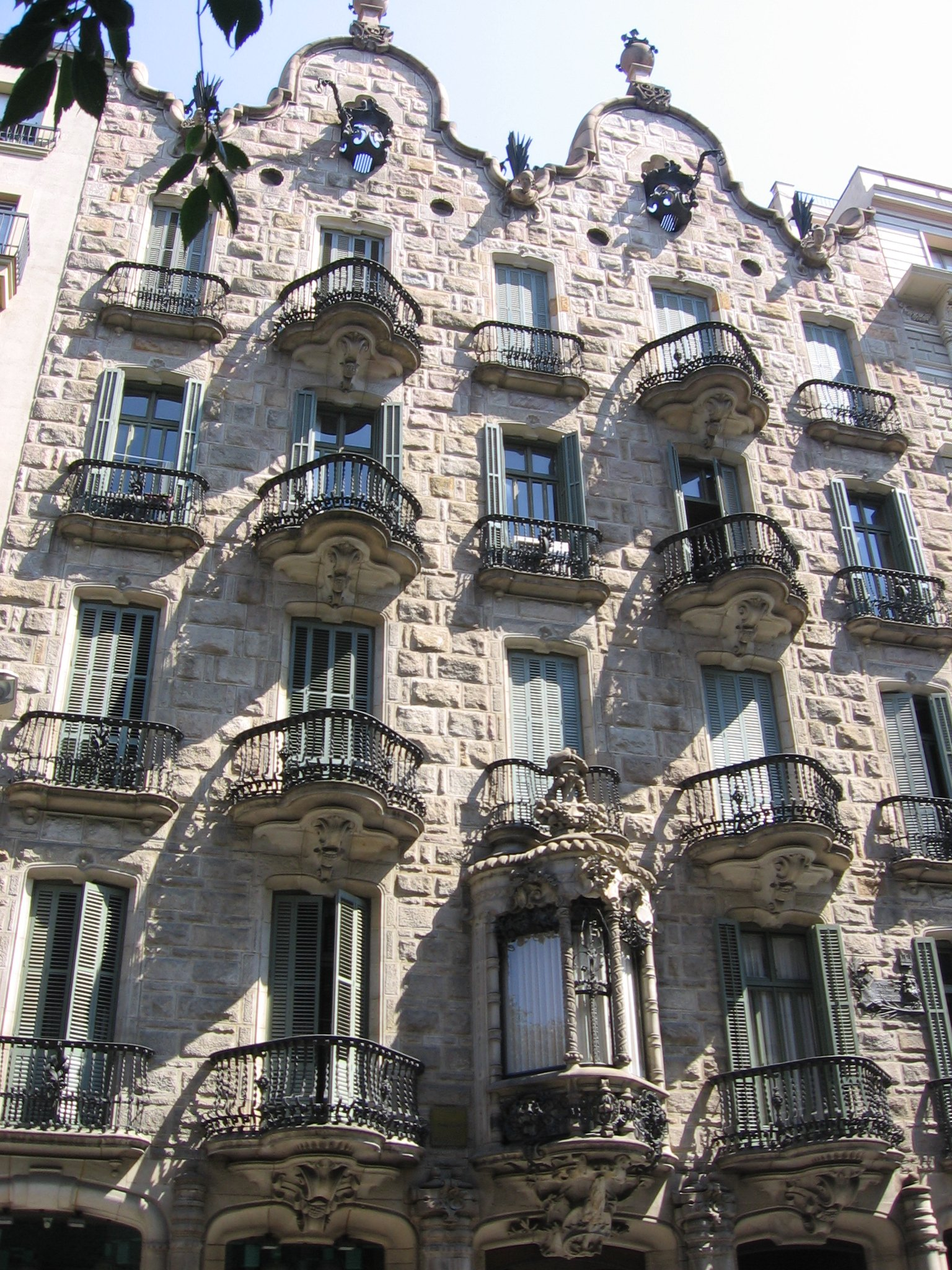
A Casa Calvet

A fachada é de pedra de cantaria de Montjuïc, enfeitada com varandas de ferro forjado e terminada por umas estruturas trilobuladas, três invertidas e duas sobressalentes, coroadas com cruzes de ferro de forja. As três invertidas apresentam bustos de São Pedro Mártir e dos oragos da povoação natal de Calvet (São Gens de Vilassar): São Gens de Arles e São Gens de Roma; sobre estes se encontram as varandas da açoteia, em forma de palmeira, símbolo do martírio.

Destaca-se assim mesmo na fachada a tribuna do piso principal, decorada com a inicial do sobrenome do proprietário, um ramo de oliveira -símbolo da paz-, um cipreste -símbolo de hospitalidade- e o escudo da Catalunha; remata-se com uma cúpula esculpida com duas cornucópias de Amalteia, da qual se espalham as frutas, e sobre as que se pousam duas rolas. A varanda de ferro da tribuna apresenta decoração em forma de cogumelos (clathrus cancellatus, morchela hibrida e craterellus cornucopioides), homenagem à afeição do senhor Calvet pela micologia.

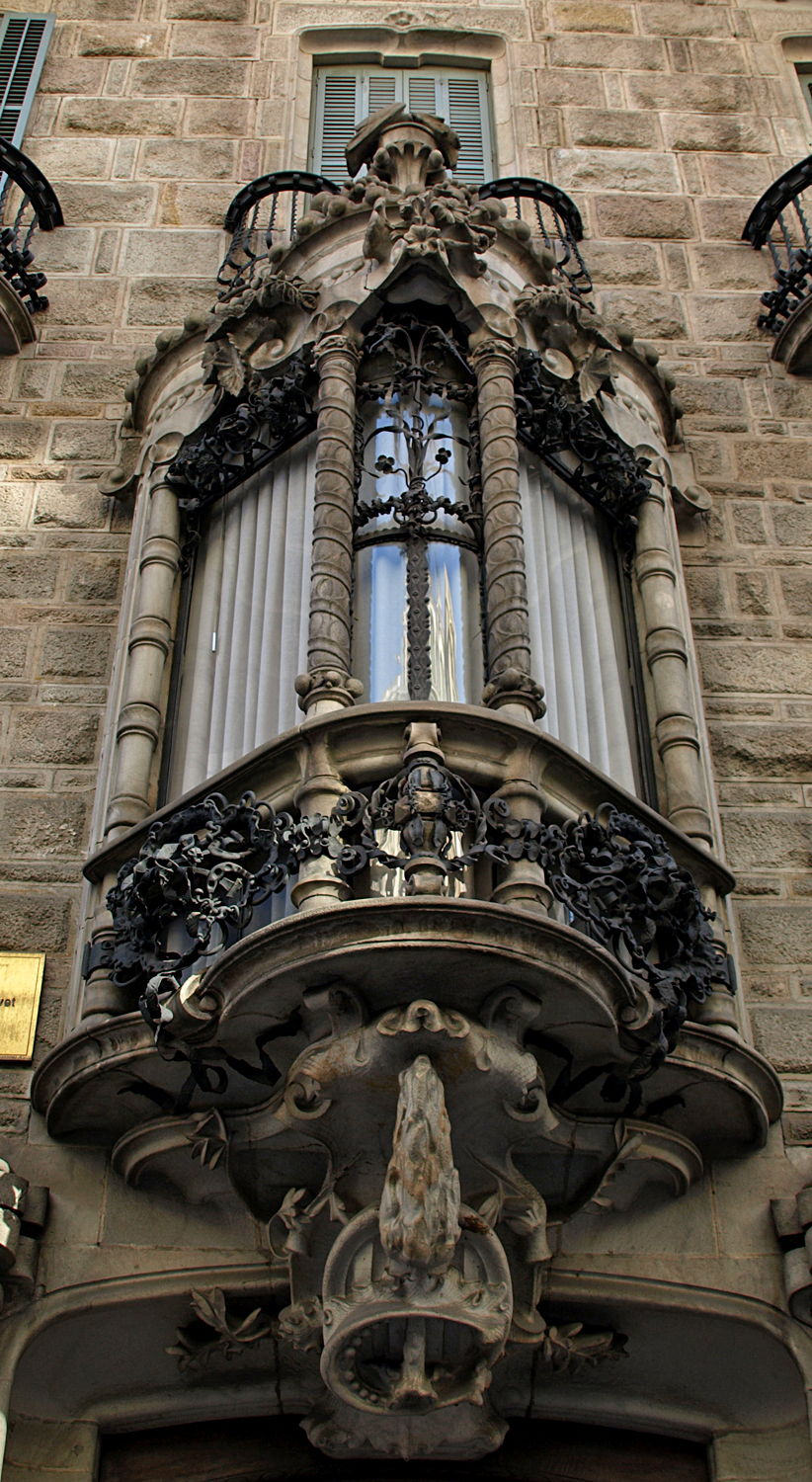
Tribuna principal

Na porta de entrada destaca-se a aldraba, de ferro forjado, com a forma de cruz grega que golpeia contra um percevejo, símbolo da fé esmagando o pecado. Foi forjado por Joan Oñós, forjador que colaborou habitualmente com Gaudí. O átrio de recepção é de abóbadilha, com colunas salomônicas de granito e arcos com relevos de gesso com a forma de parreira, bem como a inscrição "Fé, pátria, amor", lema dos Jogos Florais.
Neste projeto Gaudí utilizou certo estilo barroco, visível no uso de colunas salomônicas, a decoração com temas florais e o projeto de açoteia com cascada e cachepôs de ar rococó.
Gaudí desenhou igualmente o mobiliário da casa, realizado com formas naturalistas muito do gosto de Gaudí. Os móveis da sala principal encontram-se hoje na Casa-Museu Gaudí, no Parque Güell.
Em 1900 a Casa Calvet recebeu o prêmio anual para o melhor edifício concedido pela Câmara Municipal de Barcelona.